# Chorisochora chascanoides
Chorisochora chascanoides är en akantusväxtart som beskrevs av Mats Thulin och I.Darbysh.. Chorisochora chascanoides ingår i släktet Chorisochora och familjen akantusväxter. Inga underarter finns listade i Catalogue of Life.